# Schloss Parchen

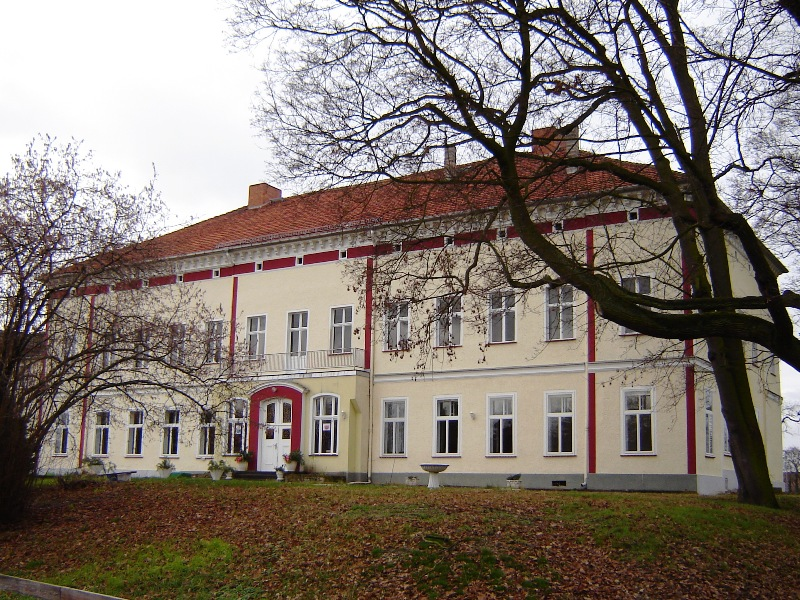
Hauptgebäude von Süden

Als Schloss Parchen wird im allgemeinen Sprachgebrauch das vom Dehio-Handbuch zutreffender als „Byernsches Gutshaus“ bezeichnete Gebäude genannt, das in dem Ortsteil Parchen der Stadt Genthin in Sachsen-Anhalt steht.

## Geschichte

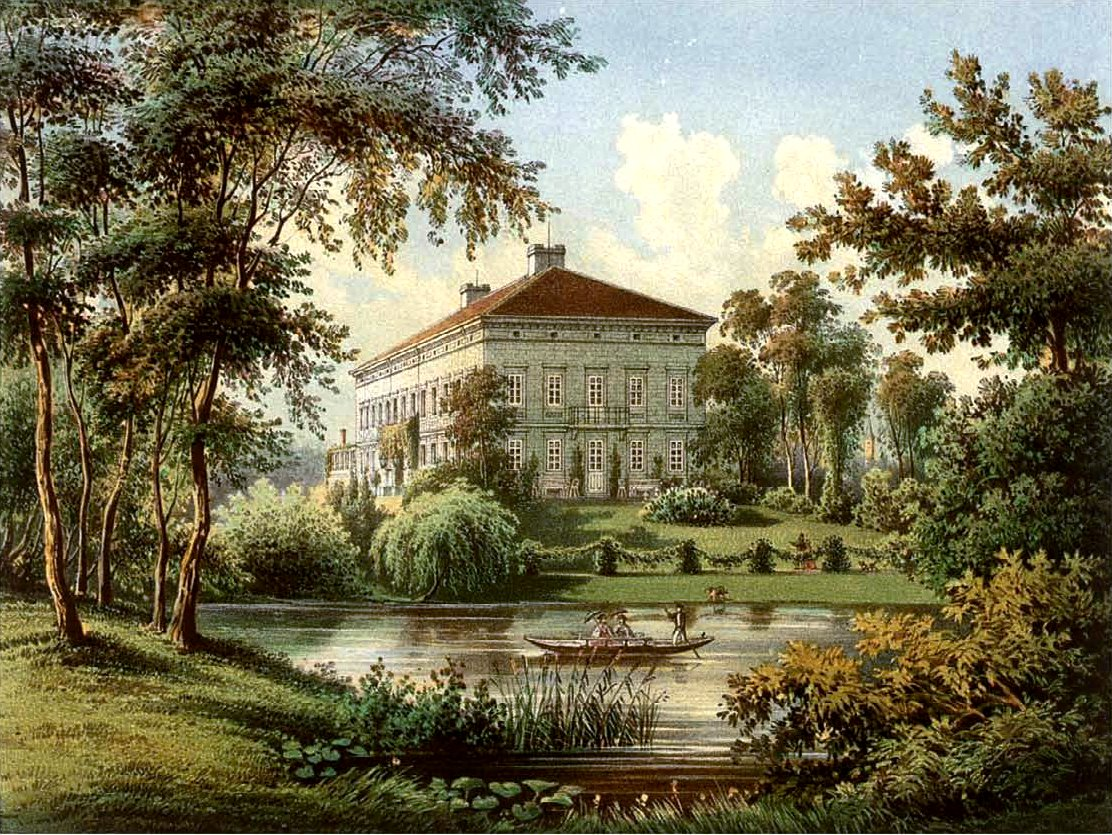
Schloss Parchen um 1861/62, Sammlung Alexander Duncker

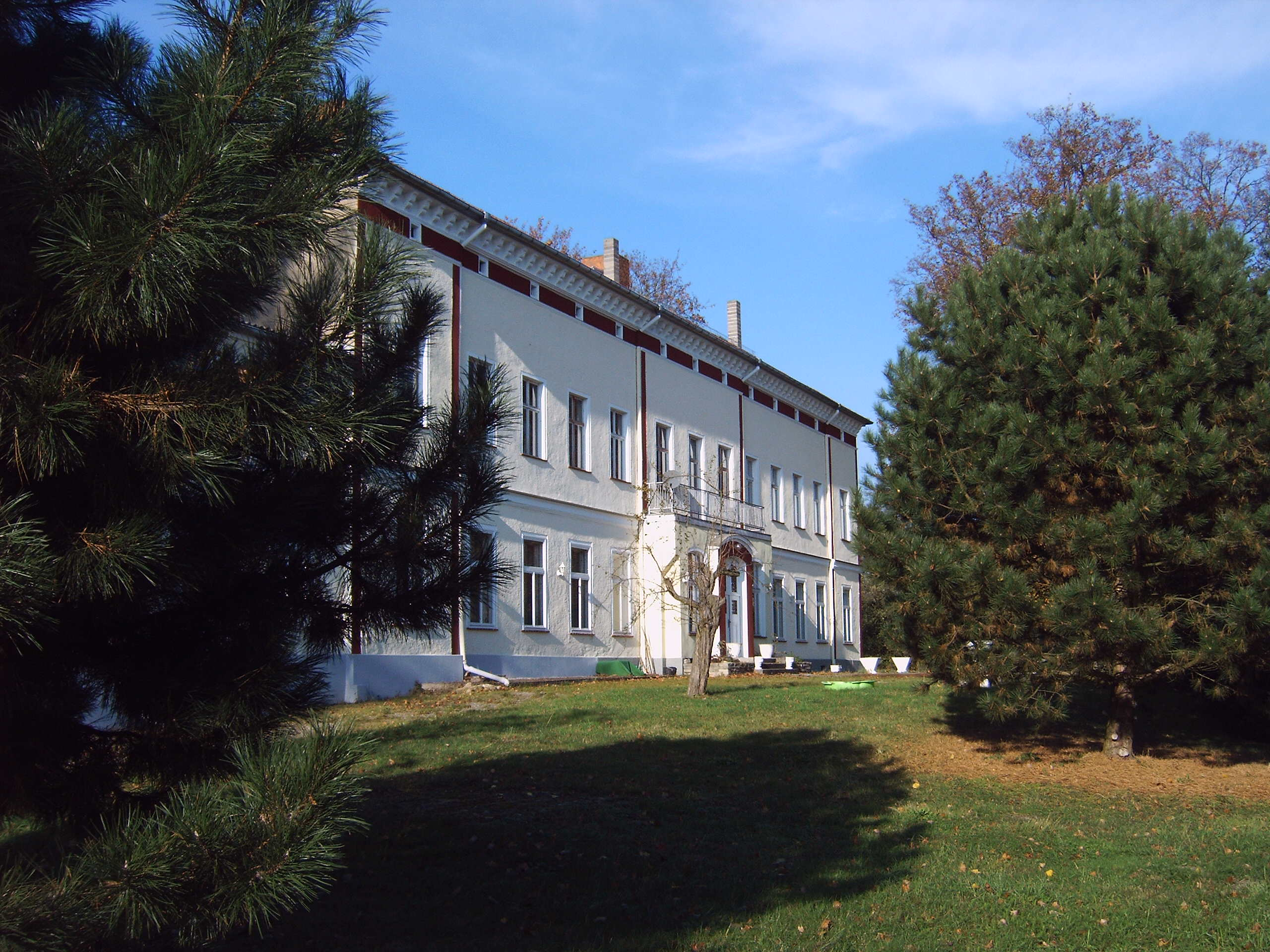
Südwestansicht

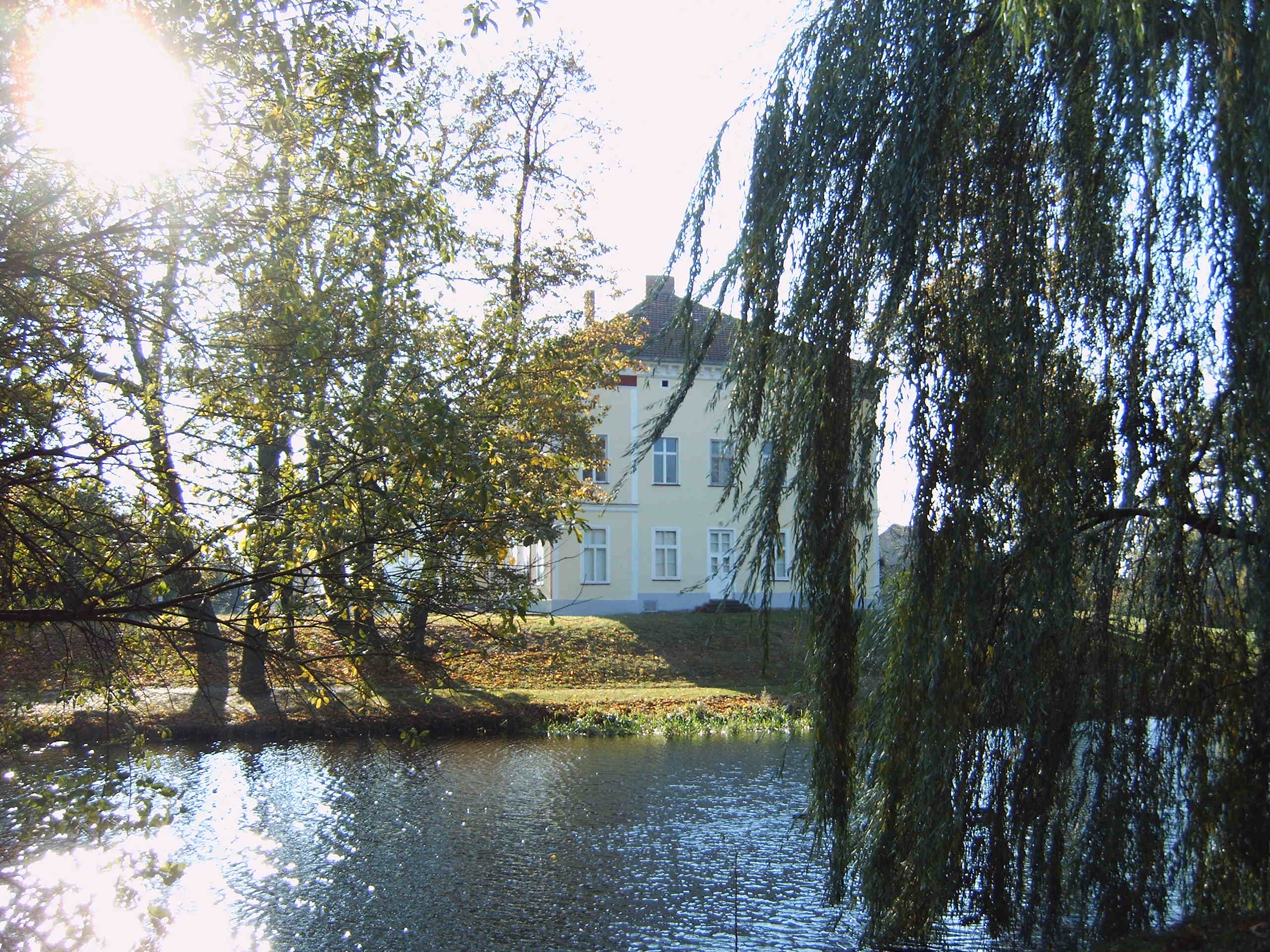
See vor dem Schloss

Seit wann es in Parchen ein Gut gibt, ist unbekannt. Allerdings wird schon 1276 ein Ritter Rembert als Burgvogt auf einer um 1220 errichteten Burg erwähnt. Nach mehreren Eigentümerwechseln erwarb 1472 Kurt von Byern die Reste der inzwischen zerstörten Burg. Mit ihm beginnt die über 400 Jahre währende Geschichte der Byern auf dem Rittergut. Er war verheiratet mit Sophia von Lüderitz. Das dem magdeburgischen Uradel zuzurechnende Geschlecht stellt über die Besitzergenerationen zumeist preußische Offiziere. Ihm folgen als Grundherren der Sohn Balthasar von Byern, der Enkel Georg von Byern, liiert mit Anna von Bismarck-Crewese, sowie der Urenkel Lewin von Byern, seine Frau war Dorothea bon Bredow-Kleßen. Danach bildet sich eine genealogische Familienlinie Parchen heraus, u. a. mit dem Kammerherrn Rudolf Georg von Byern-Parchen nebst Gattin Johanne Leckeny und Nachfahren. Der letzte Vertreter der Familie ist der Major, Kammerherr und Mitglied des Preußischen Herrenhauses, Rechtsritter des Johanniterordens, Rudolf von Byern (1844–1913). Auch der spätere Landrat Kraft Adam von Byern stammt aus Parchen.
1922 kam es mit einem Umfang von etwa 1525 ha in den Besitz der Familie von Schnehen. Mit der Bodenreform in der Sowjetischen Besatzungszone 1945 wurde das Gut enteignet und das Gutshaus in kommunale Trägerschaft überführt.
Rudolph Johannes Heinrich von Byern legte 1780 den Grundstein für das heute noch vorhandene Gutshaus. Allerdings entstand damals in dreijähriger Bauzeit zunächst ein schlichtes eingeschossiges Gebäude, umgeben von einem barocken Park. Nach gut fünfzig Jahren erhielt der Berliner Architekt Friedrich August Stüler den Auftrag zur Erweiterung des Gutshauses, da es während eines Großfeuers, das fast den gesamten Ort zerstört hatte, erhebliche Schäden davongetragen hatte. In den Jahren von 1830 bis 1832 wurde das Gebäude im klassizistischen Stil umgebaut und durch das Aufsetzen eines Ober- und eines Attikageschosses erweitert. Im Anschluss an die Erweiterungsbauten wandelte P. Clausen den barocken Gutspark nach Plänen des bekannten Gartenarchitekten Peter Joseph Lenné in einen 3,5 Hektar großen Landschaftspark um.
Heute stellt sich das Gebäude, das in den Jahren um 1880 und 1920 nochmals verändert wurde, als schlichter zweieinhalbgeschossiger Putzbau dar. Die Vorderfront ist durch zwei Seitenrisalite und einen Mittelrisalit gegliedert, die nur leicht vorspringen. Das Untergeschoss des Mittelrisalits ist noch einmal um etwa einen Meter vorgezogen, dort ist das rundbogige Portal eingelassen. Über dem Portal verläuft ein Balkon über die Breite von drei Fenstern. Insgesamt ist die Fassade in dreizehn Fensterachsen geteilt. Das Hauptgebäude ist mit einem Walmdach aus Ziegeln gedeckt. An der Westseite des Hauptgebäudes ist ein niedrigerer zweigeschossiger Anbau angefügt, verziert mit einem flachgiebligen Mittelrisalit. Der Lennésche Landschaftspark ist nur noch rudimentär vorhanden. Zu DDR-Zeiten wurde der Westteil des Parks planiert und mit teilweise barackenartigen Zweckbauten überbaut.
Das „Schloss Parchen“ befindet sich seit Juni 2006 wieder in privatem Eigentum von Ronald Edgar de Bie aus den Niederlanden und wird seither saniert. Seit 2010 befindet sich in diesem Gebäude ein historisches Museum der Rittergüter im Jerichower Land.
Regelmäßige Veranstaltungen:
- Ostereiersuchen
- Unterwegs mit dem Gutsherren und seinem Diener
- Unterwegs mit dem Nachtwächter
- Spuk im Schloss